# Sileneae
Sileneae es una tribu de plantas perteneciente a la familia Caryophyllaceae. El género tipo es: Silene L.  Tiene los siguientes géneros.

## Géneros
- Agrostemma L.
- Atocion Adans. =~ Silene L.
- Behen Moench = Silene L.
- Charesia E. A. Busch = Silene L.
- Coronaria = Silene L.
- Cucubalus L. =~ Silene L.
- Eudianthe (Rchb.) Rchb. =~ Silene L.
- Gastrocalyx Schischk. = Silene L.
- Gastrolychnis (Fenzl) Rchb. = Silene L.
- Heliosperma (Rchb.) Rchb. ~ Silene L.
- Lychnis L. =~ Silene L.
- Melandrium Röhl. = Silene L.
- Melandryum Rchb. = Silene L.
- Petrocoptis A. Braun ex Endl.
- Schischkiniella Steenis = Silene L.
- Silene L.
- Uebelinia Hochst. ~ Silene L.
- Viscaria Bernh. =~ Silene L.